# Уход за полостью рта

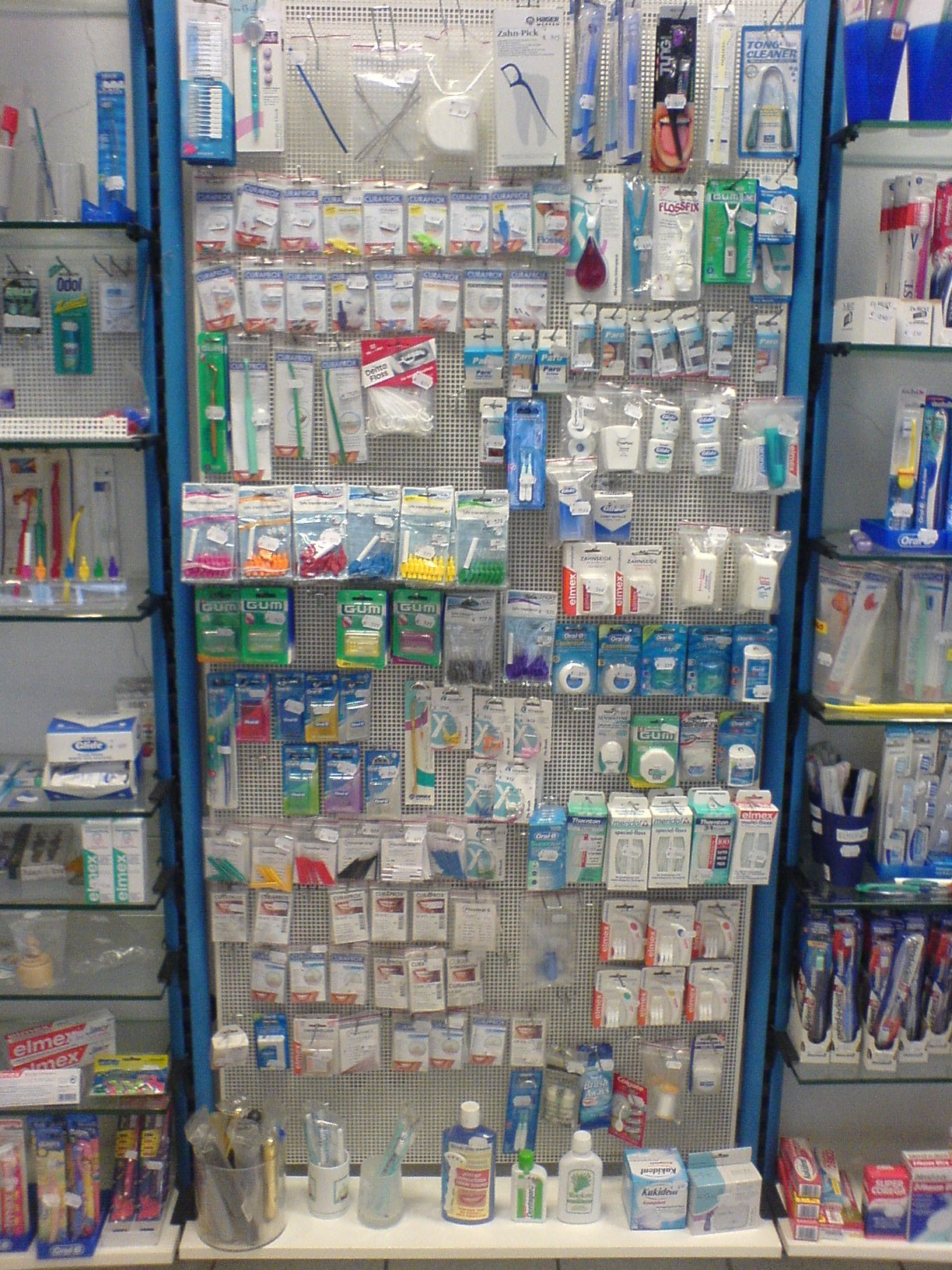
Современные средства по уходу за полостью рта

Уход за полостью рта — способы очищения ротовой полости и предупреждения её заболеваний (таких, как дурной запах изо рта) при помощи зубной щётки и пасты, а также иных полезных приемов. 
Уход необходим на постоянной основе, для предотвращения болезней зубов и несвежего дыхания. Наиболее частыми причинами подобных недугов выступают различные виды разрушения зубов («костоеда» и проч.) и заболевания десен.
Общепринятым правилом для взрослых считается чистка зубов, по крайней мере, дважды в день: перед отходом ко сну и после завтрака. Чистка меж зубами так же важна, как и чистка зубов, так как обычная зубная щетка не может достичь всех зазоров между зубами и удаляет лишь около половины налёта с зубной поверхности. Есть немало различных приспособлений для очищения межзубных зазоров, в том числе, зубные нити и щетки для чистки в труднодоступных местах; каждый может выбрать наиболее необходимое ему или ей, в зависимости от собственных нужд и предпочтений.
Уход за полостью рта влияет на белизну эмали или форму зубов (
т.н. «ровные зубы»). Однако, даже при постоянном уходе, зубы могут оставаться жёлтыми или кривыми. Для улучшения их внешнего вида пользуются различными способами отбеливания или выравнивания зубов (скобы и т.п.).
Важнейшую роль в предупреждении заболеваний дёсен и зубов играют простейшие, населяющие ротовую полость. Исследования ученых установили, что изначально «дружественное» сообщество простейших может превратиться в патогенное (благоприятное для развития заболеваний), при определенных изменениях в среде своего обитания. Последние чаще бывают вызваны поведением «хозяина», а не простейших.

## Чистка зубов и их разрушение

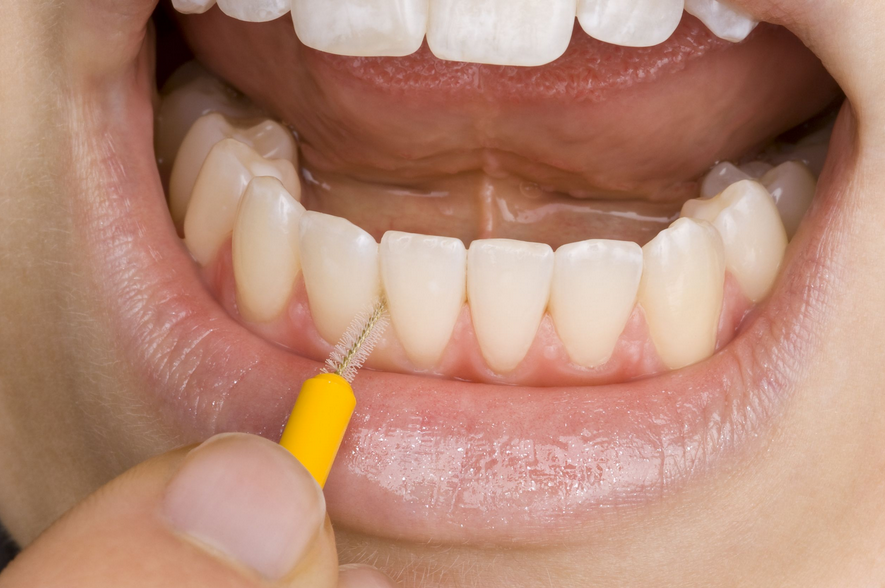
Межзубной ёршик (межзубная щётка)

Кариес, или «костоеда», относится к числу наиболее распространенных в мире заболеваний. Свыше 80% случаев его возникает в трещинах и бороздках на зубах, откуда обычная чистка не может извлечь застрявшие частицы еды и куда доступ слюне и соединениям фтора также затруднен. И та, и другие препятствуют разрушению зубной эмали в менее труднодоступных местах, уменьшая там число болезнетворных повреждений.
Чистка зубов удаляет зубной камень и зубной налёт с зубов, тем самым предотвращая кариес и воспаления десен. Последние  (особенно в тяжёлой форме) часто становятся причиной потери зубов у взрослых.
Ещё в доисторические времена, люди использовали различные способы по уходу за полостью рта. Об этом свидетельствуют раскопки по всему миру, обнаружившие такие средства для чистки зубов, как зубочистки из дерева, птичьи перья, косточки животных и иглы дикобраза. В исторические времена, число подобных средств значительно увеличивается. Индийская медицина (Аюрведа) использовала дерево ним для создания особого рода зубочисток: человек жевал один конец древесной веточки, пока последний не превращался в подобие щетинок зубной щётки, после чего такая «щётка» использовалась по назначению. В мусульманских странах мисвак, или сивак, сделанный из особых пород деревьев, обладал противозаразными свойствами и применялся ещё со времен Золотого века ислама. Общеупотребительным было натирание зубов содой или мелом, хотя такие средства и увеличивали чувствительность десен и зубов.
В наши дни, зубные врачи Соединённого Королевства советуют взрослым и детям обследоваться каждые полгода. Однако, как показывают исследования, это не так уж необходимо для лиц со сниженным риском заболеваний ротовой полости. Медицинская чистка включает в себя удаление зубного камня, полировку зубов, и, в случае отложений зубного налета, оздоровление полости рта. Впрочем, сотрудники «Кокрэйна» отмечают отсутствие особых свидетельств в пользу профессионального удаления камня над деснами или полировки зубов.
Пломбы, применяемые зубными врачами, скрывают и защищают повреждения жевательной поверхности зубов, предотвращая попадание частиц пищи вовнутрь и последующее развитие кариеса.

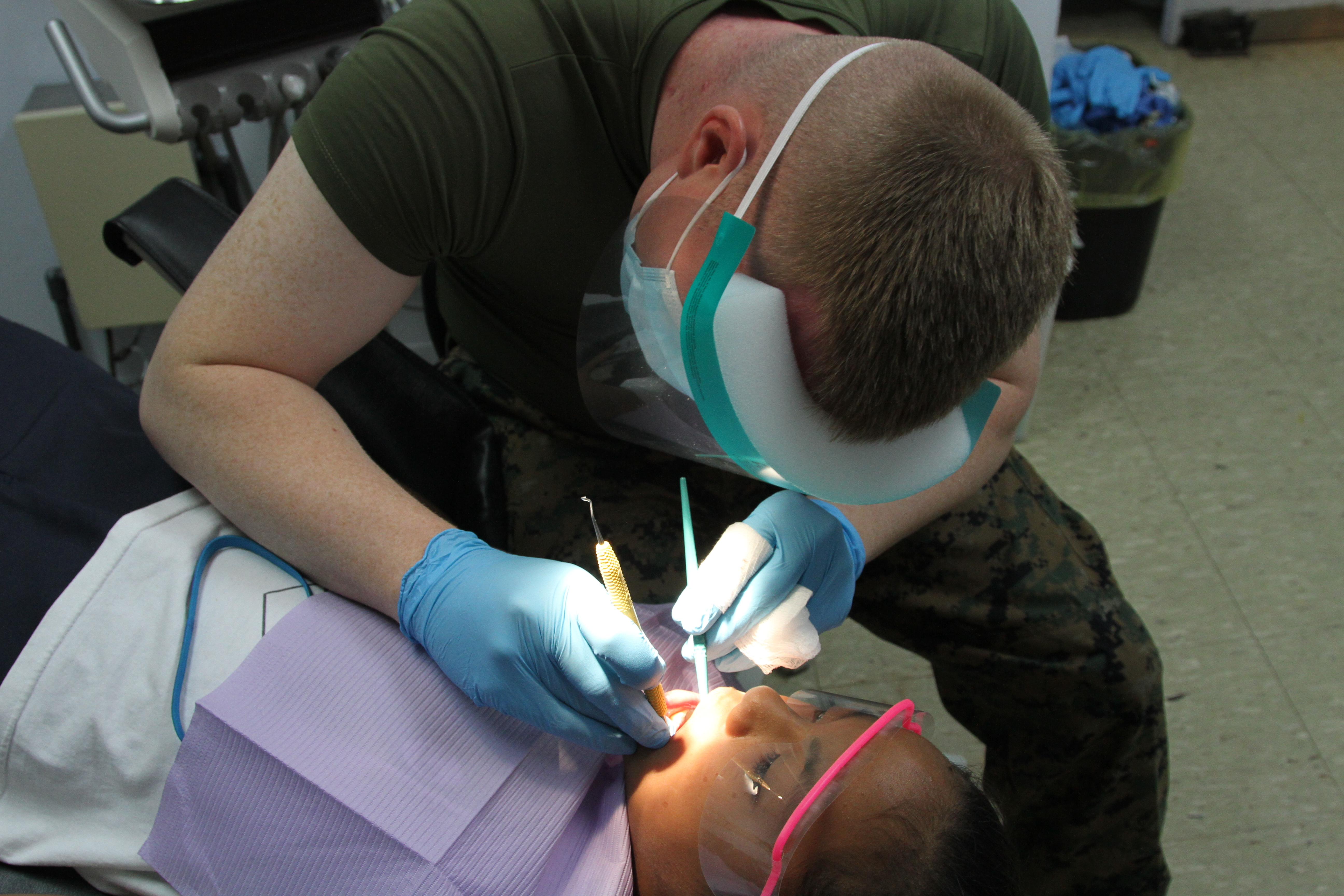
Военный врач, выполняющий осмотр полости рта у подростка (острова в Тихом океане, 2012)

В промежутках между посещениями зубного врача, необходимо постоянно ухаживать за полостью рта. Такой уход помогает  предотвратить отложение зубного камня и его последствия (см. выше). Чтобы избежать скопления налета на зубах, нужно часто и тщательно чистить зубы при помощи зубной щётки и зубной нити либо специальных зубных ёршиков. По некоторым сведениям, электрические зубные щётки более, чем ручные, уменьшают воспаление десен и налет на зубах, как в краткосрочной, так и в долгосрочной перспективе. Впрочем, для определения клинической важности данных наблюдений, требуются дальнейшие исследования.
Необходимо помнить о важности ежедневного ухода за полостью рта. Родители дошкольников должны прививать соответствующие навыки своим детям.

### Зубная нить

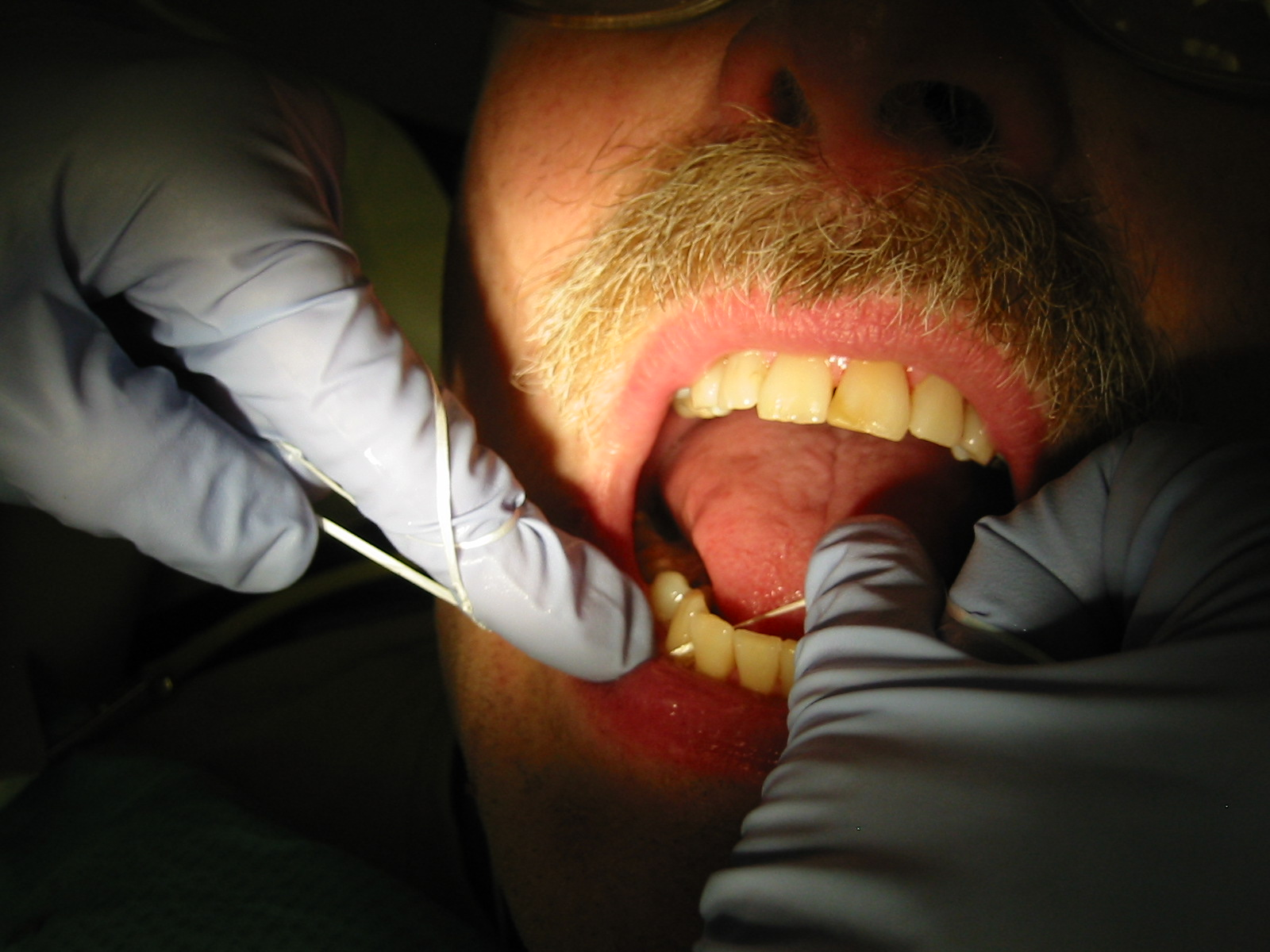
Специалист проводит чистку зубов во время планового осмотра пациента